# Carl Humann
Carl Wilhelm Humann (Steele, 4 gennaio 1839 – Smirne, 12 aprile 1896) è stato un ingegnere tedesco.
Humann nacque a Steele, oggi parte della città di Essen. Funzionario dell'Impero ottomano, nel 1878 recuperò con Alexander Conze l'altare di Pergamo. Nel 1882 fece un calco delle Res Gestae di Ottaviano Augusto ad Ankara con Alfred von Domaszewski.